# Rigmor Robèrt
Elsie Rigmor Charlotte Robèrt, född Stigsdotter den 15 juni 1948 i Finspång, Östergötland, är en svensk läkare, psykoterapeut, författare och föreläsare. 

## Biografi
Rigmor Robèrt anses vara en företrädare för särartsfeminism. Tillsammans med Kerstin Uvnäs Moberg är hon författare till Hon & han: födda olika (1994). 
I efterverkningarna av Knutbydramat publicerade hon en sammanfattning och genomgång av Tirsaprofetian i Dagens Medicin. Hon menar att den skrivits av Åsa Waldau och visar på mekanismerna bakom händelserna. 
Hon har tillsammans med Marianne Ahrne kritiserat rättegången i da Costa-fallet, och engagerat sig till stöd för de två läkare som hon menar blivit felaktigt utpekade.
Sedan 2019 driver Robèrt tillsammans med Emma Gembäck (f.d. pastor och medlem i Knutby Filadelfiaförsamling) Sektpodden som behandlar både Knutbydramat som fenomen, men också andra sekter och sektliknande rörelser. 
Hon är gift med Karl-Henrik Robèrt, grundare av organisationen Det naturliga steget.